# 佐藤謙 (生態学者)
佐藤 謙（さとう けん、1948年11月13日 - ）は、日本の生物学者（生態学者）。学術博士（広島大学）。北海学園大学名誉教授。

## 経歴
岩手県江刺市（現奥州市）出身。1971年北海道大学農学部農業生物学科卒業。1973年北海道大学大学院農学研究科農業生物学専攻修士課程修了。
1973年北海学園大学教養部講師。1980年北海学園大学教養部助教授、1987年北海学園大学教養部教授。1998年北海学園大学工学部教授。同年から1年間スイス連邦工科大学リューベル地植物学研究所留学。2002年北海学園大学工学部社会環境工学科教授。2004年社団法人北海道自然保護協会会長に就任。2009年カルガリー大学留学。2012年北海学園大学工学部生命工学科教授。2017年北海学園大学定年退職。同名誉教授。

## 研究領域
- 保全生態学を専門とし、北海道高山フローラの植物地理学的研究や北海道高山植生の植物生物学的研究を対象とする[4]。

## エピソード
- 大学在学中より北海道の山々に登山し、高山植物の生態を調査。研究者に就任後も植物相と植生に関する多くの学術的知見を確立し、未知であったキリギシ山の特異的な石灰岩植生と植物相を明らかにし、ヒダカソウ属の第三の固有植物である「キリギシソウ」を発見し、命名した[1]。
- 特異な風穴植物が発達する東ヌプカウシ山域の保護保全に貢献したほか、北海道道111号静内中札内線の環境破壊を提言した[5]。

## 受賞歴
- 松下幸之助花の万博記念賞（2001年）
- 沼田真賞（2007年）[3]

## 著書
- 『日本植生誌北海道』（分担執筆、至文堂、1988年）
- 『札幌の植物-目録と分布と表』（分担執筆、北海道大学図書刊行会,1992年）
- 大雪山のナキウサギ裁判を支援する会編『大雪山のナキウサギ裁判』（緑風出版、1997年）
- 『知床の植物I』（北海道新聞社, 2005年）
- 『北海道高山植生誌』（北海道大学図書刊行会、2007年）

## 注
1. 1 2  『北海道人物・人材情報リスト2004かーと』2003.12　p974
2. ↑  上掲『北海道高山植生誌』奥付
3. 1 2  以上につき マイポータル
4. ↑  KAKEN
5. ↑  日高山脈の植物的自然から見た日高横断道路問題

| スタブアイコン | サブスタブ | この項目は、まだ閲覧者の調べものの参照としては役立たない、人物に関連した書きかけの項目です。この項目を加筆・訂正などしてくださる協力者を求めています（P:人物伝/PJ:人物伝）。 |